# Ketteler-Verlag
Der Ketteler-Verlag (Eigenschreibweise KETTELER-Verlag) ist ein deutscher Verlag für Fachbücher im sozialen Themenfeld sowie von Büchern und Loseblattsammlungen zum Sozialrecht und kirchlichen Arbeitsrecht. Gleichzeitig ist er das Serviceunternehmen der Katholischen Arbeitnehmer-Bewegung Deutschlands. Neben dem Geschäftssitz in Köln gibt es eine Niederlassung in Waldmünchen.